# Frances Dee
Frances Dee (Los Angeles, Califòrnia, 26 de novembre de 1909 − Norwalk, Connecticut, 6 de març de 2004) va ser una actriu estatunidenca.
Va néixer a Los Angeles, Califòrnia, on estava destinat el seu pare, membre de l'exèrcit. Va créixer a Chicago, Illinois, on va estudiar a la Shakespeare Grammar School i a la Hyde Park School, on era coneguda amb el sobrenom de Frankie Dee.
El 1927, després de la seva graduació a Hyde Park High, de la qual va ser vicepresidenta de la seva classe, així com anomenada Bellesa de l'Any, va passar dos anys a la Universitat de Chicago abans de tornar a Califòrnia.
El 1929 va començar a treballar com a extra d'una pel·lícula. La seva gran oportunitat va arribar quan, sent encara una extra, se li va oferir el paper principal de Playboy of Paris, juntament amb Maurice Chevalier.
La bona audiència obtinguda en les dues pel·lícules de Paramount Pictures juntament amb Charles "Buddy" Rogers i Richard Arlen, li van donar el paper coprotagonista de Sondra Finchley, amb Phillips Holmes i Sylvia Sidney, a la prestigiosa i controvertida producció d'An American Tragedy (Una tragèdia humana) de Paramount, dirigida per Josef von Sternberg.
Va conèixer l'actor Joel McCrea l'any 1933 al plató de la pel·lícula The Silver Cord. L'atractiva parella es va casar el 20 d'octubre d'aquell mateix any, i va romandre unida fins a la mort de McCrea el 1990. Durant la seva vida junts, Frances Dee i Joel McCrea van viure en un ranxo a la zona est de Ventura County, Califòrnia. Els McCrea van donar centenars d'acres de la seva propietat a la YMCA per a la ciutat de Thousand Oaks, Califòrnia.
Joel McCrea va morir en el 57è aniversari del seu casament. Van tenir tres fills, un d'ells l'actor Jody McCrea. Frances Dee va morir a Norwalk, Connecticut, a causa d'un accident vascular cerebral als 94 anys.

## Filmografia seleccionada
- Playboy of Paris (1930)
- An American Tragedy (1931)
- Love Is a Racket (1932)
- This Reckless Age (1932)
- If I Had a Million (1932)
- The Crime of the Century (1933)
- Little Women (1933)
- Blood Money (1933)
- The Silver Cord (1933)
- One Man's Journey (1933)
- Headline Shooter (1933)
- Finishing School (1934)
- Of Human Bondage (1934)
- La fira de la vanitat (Becky Sharp) (1935)
- The Gay Deception (1935)
- Souls at Sea (1937)
- Wells Fargo (1937)
- If I Were King (1938)
- Coast Guard (1939)
- A Man Betrayed (1941)
- Meet The Stewarts (1942)
- I Walked with a Zombie (1943)
- Happy Land (1943)
- Patrick the Great (1945)
- The Private Affairs of Bel Ami (1947)
- Four Faces West (1948)
- Payment on Demand (1951)
- Mister Scoutmaster (1953)
- Far as the Eye Can See (2006, curtmetratge)